# Gymnema latifolium
Gymnema latifolium är en oleanderväxtart som beskrevs av Wallich och Robert Wight. Gymnema latifolium ingår i släktet Gymnema och familjen oleanderväxter. Inga underarter finns listade i Catalogue of Life.